# Лейк-Валли (тауншип, Миннесота)
Лейк-Валли (англ. Lake Valley) — тауншип в округе Траверс, Миннесота, США. В 2000 году его население составляло 276 человек.

## География
По данным Бюро переписи населения США площадь тауншипа составляет 160,4 км², из которых 152,4 км² занимает суша, а 8,0 км² — вода (5,00 %).

## Демография
По данным переписи населения 2000 года здесь проживало 276 человек и было — 104 домохозяйства и 76 семей.  Плотность населения —  1,8 чел./км².  На территории тауншипа расположено 117 построек со средней плотностью 0,8 построек на один квадратный километр. Расовый состав населения: 97,83 % белых, 1,09 % азиатов, 0,36 % — других рас США и 0,72 % приходится на две или более других рас. Испанцы или латиноамериканцы любой расы составляли 1,09 % от популяции тауншипа.
Из 104 домохозяйств в 36,5 % воспитывались дети до 18 лет, в 69,2 % проживали супружеские пары, в 3,8 % проживали незамужние женщины и в 26,0 % домохозяйств проживали несемейные люди. 26,0 % домохозяйств состояли из одного человека, при том 15,4 % из — одиноких пожилых людей старше 65 лет. Средний размер домохозяйства — 2,65 постройки, а семьи — 3,22 человека.
31,9 % населения — младше 18 лет, 4,7 % — в возрасте от 18 до 24 лет, 24,6 % — от 25 до 44, 22,8 % — от 45 до 64, и 15,9 % — старше 65 лет. Средний возраст — 40 лет. На каждые 100 женщин приходилось 115,6 мужчин.  На каждые 100 женщин старше 18 приходилось 100,0 мужчин.
Средний годовой доход домохозяйства составлял 35 625 долларов, а средний годовой доход семьи —  41 667 долларов. Средний доход мужчин —  31 875  долларов, в то время как у женщин — 15 625. Доход на душу населения составил 16 176 долларов. За чертой бедности находились 3,0 % семей и 6,3 % всего населения тауншипа, из которых 5,1 % младше 18 и 7,7 % старше 65 лет.